# 札幌市北区体育館
札幌市北区体育館（さっぽろしきたくたいいくかん）は、札幌市北区新琴似にある屋内スポーツ施設である。

## 概要
1983年1月21日オープン。
2010年4月1日より指定管理者として財団法人さっぽろ健康スポーツ財団が管理運営に当たっている。

## 施設
- 競技室
  - バドミントン8面
  - 卓球24台
  - バスケットボール2面
  - テニス2面
  - バレーボール2面
- 体育室
  - バドミントン3面
  - 卓球14台
  - バレーボール1面
- 格技室
- ボクシング室
- トレーニング室
- トレーニングデッキ
- 多目的室(大・小)

## 主な大会・イベント
札幌市内の体育館で唯一ボクシング用リングを常備しており、北海道レベルのアマチュアボクシング大会のほとんどが行われる他、全日本社会人選手権・全日本女子選手権など全国大会も過去に開催されている。

## 交通アクセス
- JR学園都市線新琴似駅徒歩2分
- 札幌市営地下鉄南北線麻生駅3番出口徒歩9分